# Freeman (Burning Spear)
Freeman è un album di Burning Spear, pubblicato dalla Burning Music Records nel 2003. Il disco fu registrato al MVP (The New Harry J) Studio di Kingston, Giamaica.

## Tracce
Testi e musiche di Winston Rodney
1. Trust – 3:56
2. We Feel It – 4:06
3. Ha Ha – 3:40
4. No Guilty – 4:20
5. Rock and Roll – 4:16
6. Hey Dready – 3:40
7. Free Man – 4:39
8. Loved from Who I Am – 3:31
9. Rise Up – 3:47
10. Old School – 3:52
11. They Can't – 3:22
12. Changes – 3:44

## Musicisti
- Burning Spear (Winston Rodney) - voce, percussioni, accompagnamento vocale
- Ian Coleman - chitarra, basso
- Leebert Gibby Morrison - chitarra
- Robert Brown - chitarra
- Stephen Stewart - tastiere
- Everton Gayle - sassofono
- Junior Chico Chin - tromba
- Barry Bailey - trombone
- Chris Meredith - basso
- Leroy Horsemouth Wallace - batteria
- Dillon White - batteria
- Shawn Mark Dawson - batteria
- Christopher Skyjuice Burth - percussioni
- Uziah Sticky Thompson - percussioni
- Anthony Selassie - accompagnamento vocale
- Delton Browne - accompagnamento vocale
- Jeoffrey Star Forrest - accompagnamento vocale
- Michael Lukie D Kennedy - accompagnamento vocale
- Pam Hall - accompagnamento vocale
- Paul Lymie Murray - accompagnamento vocale